# Hector-Pieterson-Mahnmal

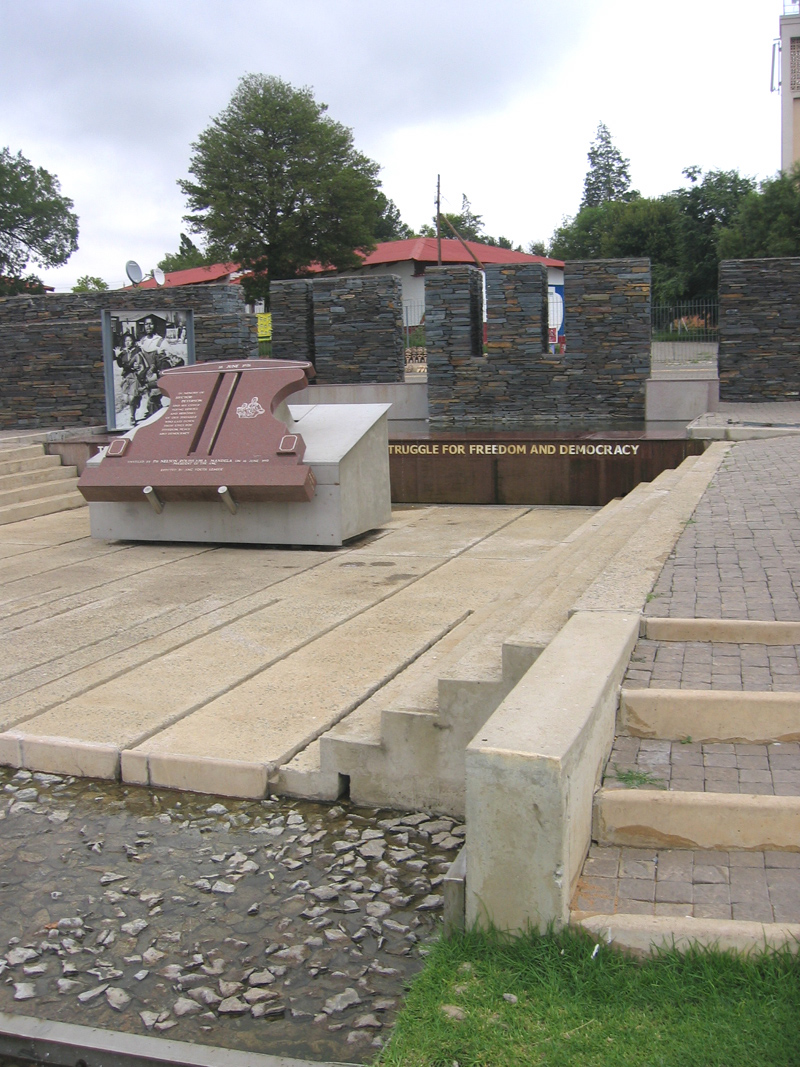
Hector-Pieterson-Mahnmal

Das Hector-Pieterson-Memorial in Soweto, Südafrika, ist ein Mahnmal, das an die Opfer der Schülerproteste in Soweto des Jahres 1976 erinnert. Es steht in einer kleinen Parkanlage beim Hector-Pieterson-Museum im Stadtteil Orlando.
Am 16. Juni 1976 demonstrierten etwa 15.000 Schüler friedlich gegen die Einführung von Afrikaans als Unterrichtssprache. Nachdem Polizeikräfte das Feuer auf die Menge eröffnet hatten, kamen zahlreiche Jugendliche ums Leben. Unter ihnen war auch der 12-jährige Hector Pieterson, der zur Symbolfigur der sich anschließenden Aufstände gegen das Apartheidsregime wurde.
Im Juni 2002 weihte Nelson Mandela das Hector-Pieterson-Mahnmal ein zum Gedenken an Hector Pieterson und für die anderen Jugendlichen, die am 16. Juni 1976 und in den darauffolgenden Monaten ihr Leben verloren.
Das Mahnmal trägt folgende Inschrift:

„Honour the youth who gave their lives in the struggle for freedom and democracy. 
In memory of Hector Peterson and all other young heroes and heroines of our struggle who laid down their lives for freedom, peace and democracy.“

„Zu Ehren der Jugend, die ihr Leben gab im Kampf für Freiheit und Demokratie. 
Zum Andenken an Hector Peterson und allen anderen jungen Helden und Heldinnen unseres Kampfs, die für Freiheit, Frieden und Demokratie ihr Leben ließen.“

Im Gegensatz zur allgemein verbreiteten Schreibweise des Nachnamens heißt es in der Inschrift Peterson.
Koordinaten: 26° 14′ 7″ S, 27° 54′ 25″ O